# 에로그로넌센스

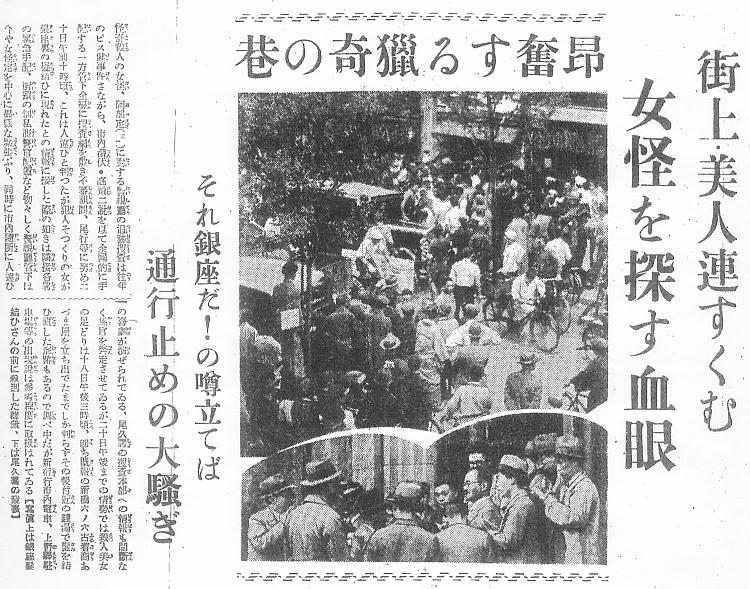
최후의 에로그로넌센스 신문기사로 꼽히는 1936년 5월 21일자 『도쿄 아사히신문』의 「아베 사다 패닉」 기사. 내연남을 죽이고 성기를 자른 게이샤 아베 사다를 각 신문이 대서특필했다.

에로그로넌센스(일본어: エログロナンセンス 에로구로난센스[*])란 "에로(선정적)", "그로테스크(엽기적)", "넌센스(우스움)"를 조합한 단어로, 쇼와 시대 초기의 퇴폐주의 풍조를 나타내는 말이다. 1930년(쇼와 5년) 그전까지 사용되던 에로그로에 넌센스를 추가해서 사용되기 시작, 유행어가 되었다.
이 시기에는 말 그대로 선정적이고 엽기적이고 우스운 것을 주제로 하는 창작물의 붐이 있었고, 언론보도도 그런 분위기였다. 시대적으로는 대공황이 일어난 1929년(쇼와 4년)경부터 2·26 사건이 일어나고 사회 분위기가 싸해진 1936년(쇼와 11년) 무렵까지가 해당한다. 사변문학의 대가였던 에도가와 란포의 전집이 간행된 1932년이 그 붐의 절정기였다.

## 같이 보기
- 프롤레타리아 문학
- 에도가와 란포